# Martin Nevin

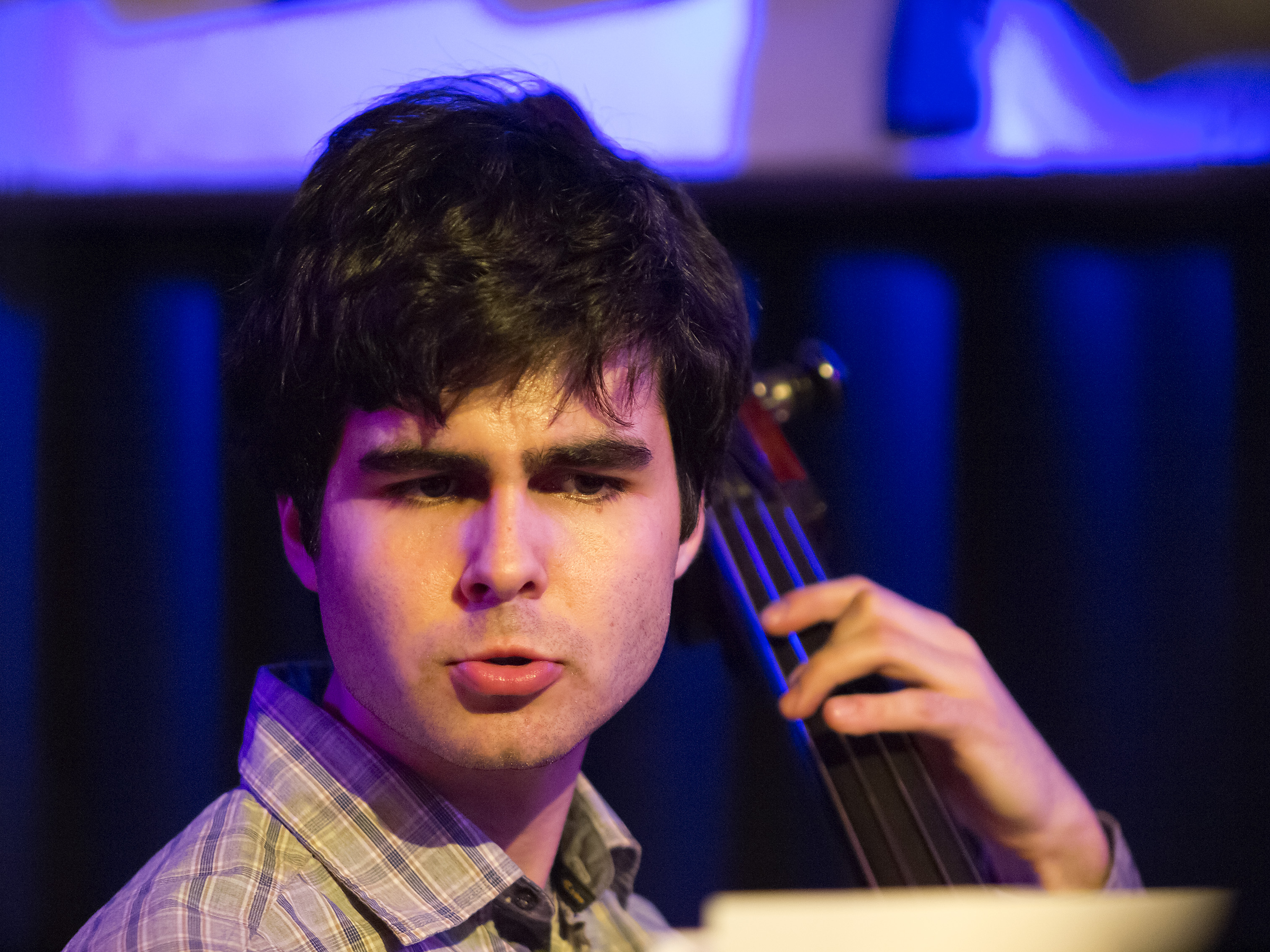
Martin Nevin bei einem Auftritt im Münchner Jazzclub Unterfahrt 2012

Martin Nevin (* um 1990) ist ein US-amerikanischer Jazzmusiker (Kontrabass, Komposition).

## Leben und Wirken
Martin Nevin, der aus Los Angeles stammt, hatte als Jugendlicher Unterricht beim Stanford Jazz Workshop. Er erwarb den Bachelor an der Manhattan School of Music und den Master of Arts an der Columbia University. Erste Aufnahmen entstanden 2009 mit dem Saxophonisten Matt Marantz. Seitdem hat er mit Musikern wie Albert „Tootie“ Heath, Billy Hart, Greg Osby, Jason Moran, Ambrose Akinmusire, Ethan Iverson und Aaron Parks gespielt und/oder aufgenommen.
Des Weiteren war Nevin mehrere Jahre Hausmusiker im New Yorker Jazzclub Jazz Gallery, wo er als Sideman von Sam Harris, Greg Osby, The Le Bouef Brothers und Adam Larson wirkte. Er gehörte zu der Band Sketches. Sein Debütalbum Tenderness is Silent (eingespielt mit Sam Harris, Craig Weinrib, Kyle Wilson, Román Filiú, Pawan Benjamin) legte er 2017 vor. Im selben Jahr erhielt er vom American Composers Forum ein Stipendium für die Komposition von „Scratch at the Same Table“, einem Liederzyklus, der auf Gedichten von Jonathan C. Creasy basiert. Im Bereich des Jazz war er laut Tom Lord zwischen 2009 und 2019 an neun Aufnahmesessions beteiligt, u. a. mit Timo Vollbrecht, Alex Goodman und Peter Kronreifs Wayfarers.

## Diskographische Hinweise
- Sketches: Volume One (2012), mit Matt Holman, Jeremy Udden, Jarrett Charner, Martin Nevin, Ziv Ravitz
- Sketches Volume Two (Bju, 2014) dto.
- Guilhem Flouzat, Richard Sears, Martin Nevin: Constant Stranger (Fresh Sound New Talent, 2020)
- Julian Shore: Trio (2023), mit Martin Nevin, Allan Mednard